# Crocomela rubriplaga
Crocomela rubriplaga är en fjärilsart som beskrevs av W. Warren 1904. Crocomela rubriplaga ingår i släktet Crocomela och familjen björnspinnare. Inga underarter finns listade i Catalogue of Life.